# Tetranychus lombardinii
Tetranychus lombardinii är en spindeldjursart som beskrevs av Baker och Pritchard 1960. Tetranychus lombardinii ingår i släktet Tetranychus och familjen Tetranychidae. Inga underarter finns listade i Catalogue of Life.